# Giornali femminili
Giornali femminili (titolo originale: Ballata dei giornali femminili o della donna) è una canzone scritta da Luigi Tenco, il brano fu pubblicato per la Joker   nell'album postumo Luigi Tenco canta Tenco, De André, Jannacci, Bob Dylan, Mogol.

## Significato
Il brano è stato descritto come protofemminista ed è stato definito come il primo brano musicale che affronta il tema del femminismo nella storia della canzone italiana. Tenco ridicolizza i luoghi comuni e le tematiche affrontate dalle riviste femminili, da cui emerge che la donna si dovrebbe interessarsi solo a questioni futili, di natura sentimentale, amore idealizzato, ecc. e non a problemi sostanziali come: "trasformare la scuola, abolire il razzismo, proporre nuove leggi, mantenere la pace"..
Questi argomenti relativi alla questione femminile, Tenco li aveva trattati anche nei brani Uno di questi giorni ti sposerò, Vita familiare.

## Altre versioni
- 2011, Francesco Baccini nel suo album tributo dal vivo Baccini canta Tenco